# Schorndorf (stacja kolejowa)
Schorndorf – stacja kolejowa w Schorndorfie, w kraju związkowym Badenia-Wirtembergia, w Niemczech. Znajdują się tu 4 perony.